# Trostberg
Trostberg è una città tedesca situata nel land della Baviera.
È attraversato dal fiume Alz.

## Geografia antropica

### Frazioni
Trostberg ha 94 frazioni:
| - Aich - Allerting - Armutsham - Aspertsham - Bandsham - Baumgarten - Benetsham - Bergham - Berghäng - Biburg - Birn - Blindreut - Brünhausen - Deinting - Deisenham - Dieding - Edling - Eglsee - Engertsham - Feichten - Fernhub - Forst - Gainharting - Gaßberg | - Gasteig - Gerharding - Getzing - Gloneck - Grafischen - Großschwarz - Gumpertsham - Gunerfing - Günzelham - Hagenau - Heiligkreuz - Hennthal - Hilling - Hochwies - Hofstett - Holzen - Hör - Irlpoint - Irschenham - Kainhub - Kaltenbrunn - Kaps - Kendling - Kleinschwarz | - Köbeln - Kronest - Lindach - Magdpoint - Mögling - Moosham - Nunbichl - Oberfeldkirchen - Oberwimm - Oed - Ort - Perating - Pfaffenberg - Pieling - Pirach - Purkering - Reit - Reut - Rohrigham - Rosenberg - Schedling - Schilling - Schloßberg - Schönharting | - Schönreit - Schwarzau - Schwarzerberg - Sprinzenberg - Steinberg - Stolzenberg - Stöttling bei Engertsham - Stöttling bei Pirach - Tinning - Trostberg - Viehhausen - Voglsang - Waltersham - Wäschhausen - Wechselberg - Weiding - Weikertsham - Willertsham - Wimm - Wimpasing - Wolfering - Zagl |